# Seligeria polaris
Seligeria polaris là một loài rêu trong họ Seligeriaceae. Loài này được Berggr. mô tả khoa học đầu tiên năm 1875.